# Carlos Luis Morales
Carlos Luis Morales Benítez (Guayaquil, 12 de junio de 1965-Samborondón, Guayas, 22 de junio de 2020) fue un futbolista, periodista y político ecuatoriano. Fue el prefecto del Guayas desde el 14 de mayo de 2019 hasta su fallecimiento el 22 de junio de 2020.
Llegó al arco de Barcelona Sporting Club en 1983 y portó la cinta de capitán a finales de la década de los 80. Llegó a la final de la Copa Libertadores de América en 1990. A nivel internacional, jugó con el Independiente de Avellaneda de Argentina, y después con el Palestino de Chile. Fue convocado como arquero a algunos partidos de la Selección de fútbol de Ecuador, y es considerado como uno de los mejores arqueros ecuatorianos de todos los tiempos. Tras su retiro del fútbol, ejerció como presentador de noticias en Ecuavisa y TC Televisión y fungió como concejal del Distrito 1 de Guayaquil.

## Biografía
Carlos Luis Morales Benítez, hijo de Carlos Morales Hidalgo y Alicia Benítez Murillo, nació en Guayaquil el 12 de junio de 1965, en las calles 10 de agosto y Santa Elena, sector comercial de la ciudad.[cita requerida]

### Actividad deportiva
Desde los trece años empezó en el mundo del fútbol sacrificando parte de su adolescencia y juventud por el amor a su profesión. Empezó la secundaria en el Instituto Nacional, horario diurno, pero se graduó en el Instituto Libertador Simón Bolívar, en horario nocturno porque durante las mañanas ya entrenaba como arquero en Barcelona Sporting Club. [cita requerida]
A los veinte años fue nombrado capitán de su equipo, puesto que ocupó durante una década. Vistiendo la camiseta amarilla fue campeón del fútbol ecuatoriano en cuatro ocasiones: 1985, 1987, 1989 y 1991. Estuvo en el primer equipo ecuatoriano que llegó a la final de la Copa Libertadores de América, en 1990. Logró ser reconocido por la selección de fútbol de Ecuador y convocado como arquero titular en 88 partidos oficiales.
Recibió ofertas de varios equipos internacionales de fútbol. Jugó para el Independiente de Argentina, y después con el Palestino de Chile. Posteriormente, regresó a Ecuador y fue contratado por Emelec, Club Deportivo y Social Santa Rita, Espoli y Liga de Portoviejo.

### Actividad periodística
Luego de una exitosa carrera deportiva, a sus treinta y cuatro años Morales, se retiró del fútbol profesional. En el año 2001 GamaVisión, actual Gama TV, lo invitó a participar de una transmisión deportiva cubriendo una jornada de la Copa América que se estaba jugando en ese momento. Luego de esto, recibió varias ofertas de canales de televisión para trabajar como comentarista deportivo y presentador. [cita requerida]
Al ver su potencial, la cadena Ecuavisa le ofreció el puesto de presentador de noticias deportivas en su noticiero estelar, además del programa Sótano deportivo. Al poco tiempo, lo nombraron presentador del noticiero Telemundo junto a la reconocida periodista Tania Tinoco.
Su carrera en el mundo de la comunicación siguió ascendiendo, pues surgieron más oportunidades en el medio. Una de ellas fue ser parte del programa En contacto junto a Ruth del Salto. Posteriormente, fue presentador de noticias en Televistazo, junto a Teresa Arboleda. [cita requerida]
En 2007 ingresó en el canal TC Televisión como presentador de noticias, junto a Rocío Cedeño. Después de seis años en el cargo, logró el mayor reconocimiento público del país por dos años consecutivos, siendo escogido por los Premios ITV como el mejor presentador de noticias en 2013 y 2015.
Comunicar se volvió otra pasión para él, lo que lo llevó de regreso a las aulas para obtener el título de Periodista en la Universidad Casa Grande. [cita requerida]

### Actividad política
En el año 2006, Morales inició su carrera política al lanzar su candidatura para Diputado de la provincia del Guayas por el Partido Roldosista Ecuatoriano, quedando entre los candidatos más votados. Sin embargo, no llegó a ganar la curul. [cita requerida]
En el 2014, se presentó a las elecciones seccionales con el partido Centro Democrático, en el que se desempeñó como vicepresidente durante dos años, y fue elegido concejal del Distrito 1 de Guayaquil en las elecciones seccionales de Ecuador de 2014.
Fue asesor ad-honorem de Deportes en la Prefectura del Guayas durante seis años, donde impulsó la iniciativa de Escuelas de Fútbol gratuitas para niños de toda la provincia.  [cita requerida]
El primer reconocimiento internacional para este proyecto llegó en el 2014 al debutar en el torneo argentino River Cup, donde se obtuvo el vicecampeonato. En el 2015 participó nuevamente y obtuvo el título de campeón en dos categorías.
En ese mismo año, se inauguró el Torneo Internacional Guayas Cup en el que conquistan el campeonato. Luego, en la Bogotá Cup del 2016, quedó campeón en una de las dos categorías en las que participó. [cita requerida]
Además, fue Vicepresidente del equipo de fútbol profesional de segunda división Guayas Fútbol Club. [cita requerida]
Se desempeñó como el único concejal independiente de la Municipalidad de Guayaquil en el período 2014-2019; en el cual, fue miembro de la Comisión de Terrenos y Servicios Parroquiales, y la Comisión de Deportes; donde lideró varios proyectos a favor del bienestar de los guayaquileños.[cita requerida]
Realizó un diplomado en Gobernabilidad en la Universidad EAN de Colombia. [cita requerida]
En el 2019, durante las elecciones seccionales de Ecuador, fue elegido Prefecto de la provincia del Guayas por el Partido Social Cristiano.

### Acusaciones de corrupción
El 3 de junio de 2020, Morales fue detenido por la Fuerza de Tarea de la Fiscalía tras la denuncia por tráfico de influencias y peculado en adquisición de insumos médicos, exámenes de COVID-19 y mascarillas.
Luego de 5 horas, fue retenido en San Isidro, una ciudadela de la vía a Samborondón, luego de que varias casas fueran allanadas en el sector antes de que sea capturado. La situación se agravó luego de que Morales presentara 17 contratos con sobreprecios durante la emergencia sanitaria por el COVID-19.
Los escándalos de corrupción se dieron al año de ocupar el cargo de Prefecto del Guayas, asambleístas del Partido Social Cristiano (PSC), que impulsó su candidatura, pidieron que explique las denuncias de corrupción o renuncie.

## Fallecimiento
Carlos Luis Morales falleció a los 55 años en la Clínica Kennedy de Samborondón la mañana del 22 de junio de 2020 a causa de un infarto agudo de miocardio. Según las declaraciones de sus hijos, los médicos no pudieron realizarle un electrochoque al no ser posible retirarle el grillete electrónico que portaba, sin embargo, tanto doctores entrevistados por los medios como la hermana de Morales aseguraron que no existía relación entre el grillete y la muerte. Sus restos fueron velados y sepultados en el Camposanto Parque de la Paz de la parroquia La Aurora, en el cantón Daule.

## Selección ecuatoriana y clubes

### Participaciones eneliminatorias al Mundial
| Eliminatoria                          | Sede del Mundial       | Posición                     | Resultado              | PJ | GR  | VI |
| ------------------------------------- | ---------------------- | ---------------------------- | ---------------------- | -- | --- | -- |
| Eliminatorias Mundial de Italia 1990  | Italia                 | 3.er lugar, 3 ptos., grupo 2 | Eliminado              | 3  | –4  | 1  |
| Eliminatorias Mundial de Francia 1998 | Francia                | 6.º lugar, 21 ptos.          | Eliminado              | 7  | –9  | 2  |
| Total en eliminatorias                | Total en eliminatorias | Total en eliminatorias       | Total en eliminatorias | 10 | –13 | 3  |

### Participaciones enCopas América
| Torneo                 | Sede                   | Resultado              | PJ | GR | VI |
| ---------------------- | ---------------------- | ---------------------- | -- | -- | -- |
| Copa América 1987      | Argentina              | Fase de grupos         | 1  | –3 | 0  |
| Copa América 1989      | Brasil                 | Fase de grupos         | 4  | –2 | 3  |
| Copa América 1995      | Uruguay                | Fase de grupos         | 3  | –3 | 0  |
| Total en Copas América | Total en Copas América | Total en Copas América | 8  | –8 | 3  |

### Clubes
| Club              | País      | Año       |
| ----------------- | --------- | --------- |
| Barcelona         | Ecuador   | 1983-1994 |
| Independiente     | Argentina | 1994-1995 |
| LDU de Portoviejo | Ecuador   | 1995-1996 |
| Barcelona         | Ecuador   | 1996-1997 |
| Emelec            | Ecuador   | 1997-1998 |
| Palestino         | Chile     | 1998      |
| Espoli            | Ecuador   | 1999-2001 |
| Santa Rita        | Ecuador   | 2001      |

## Palmarés

### Campeonatos nacionales
| Título                 | Club          | País      | Año  |
| ---------------------- | ------------- | --------- | ---- |
| Campeonato Ecuatoriano | Barcelona     | Ecuador   | 1985 |
| Campeonato Ecuatoriano | Barcelona     | Ecuador   | 1987 |
| Campeonato Ecuatoriano | Barcelona     | Ecuador   | 1989 |
| Campeonato Ecuatoriano | Barcelona     | Ecuador   | 1991 |
| Torneo Clausura        | Independiente | Argentina | 1994 |

### Títulos internacionales
| Título                 | Club          | Sede         | Año  |
| ---------------------- | ------------- | ------------ | ---- |
| Supercopa Sudamericana | Independiente | Buenos Aires | 1994 |

## Premios y nominaciones

### Premios ITV
| Año  | Categoría                     | Programa         | Resultado |
| ---- | ----------------------------- | ---------------- | --------- |
| 2001 | Mejor conductor de concursos  | La puntería      | Nominado  |
| 2005 | Mejor presentador de deportes | Sótano deportivo | Nominado  |
| 2013 | Mejor presentador de noticias | El noticiero     | Ganador   |
| 2014 | Mejor presentador de noticias | El noticiero     | Nominado  |
| 2015 | Mejor presentador de noticias | El noticiero     | Ganador   |
| 2016 | Mejor presentador de noticias | El noticiero     | Nominado  |
| 2017 | Mejor presentador de noticias | El noticiero     | Nominado  |
| 2018 | Mejor presentador de noticias | El noticiero     | Nominado  |